# Trichophthalma nigrovittata
Trichophthalma nigrovittata är en tvåvingeart som beskrevs av M. Josephine Mackerras 1925. Trichophthalma nigrovittata ingår i släktet Trichophthalma och familjen Nemestrinidae. Inga underarter finns listade i Catalogue of Life.